# Villanueva de Perales
Villanueva de Perales ist eine zentralspanische Gemeinde (municipio) mit 1.674 Einwohnern (Stand: 2024) im Westen der Autonomen Gemeinschaft Madrid.

## Lage
Villanueva de Perales liegt im Westen der Gemeinschaft Madrid ca. 45 km westsüdwestlich von Madrid. Der Río Perales begrenzt die Gemeinde im Westen und Nordwesten.

## Bevölkerungsentwicklung
| 1930 | 1950 | 1970 | 1981 | 1991 | 2001 | 2011 | 2021 |
| ---- | ---- | ---- | ---- | ---- | ---- | ---- | ---- |
| 440  | 428  | 381  | 349  | 340  | 777  | 1478 | 1599 |

## Sehenswürdigkeiten
- Kirche der Unbefleckten Empfängnis (Iglesia de la Immaculada Concepción)

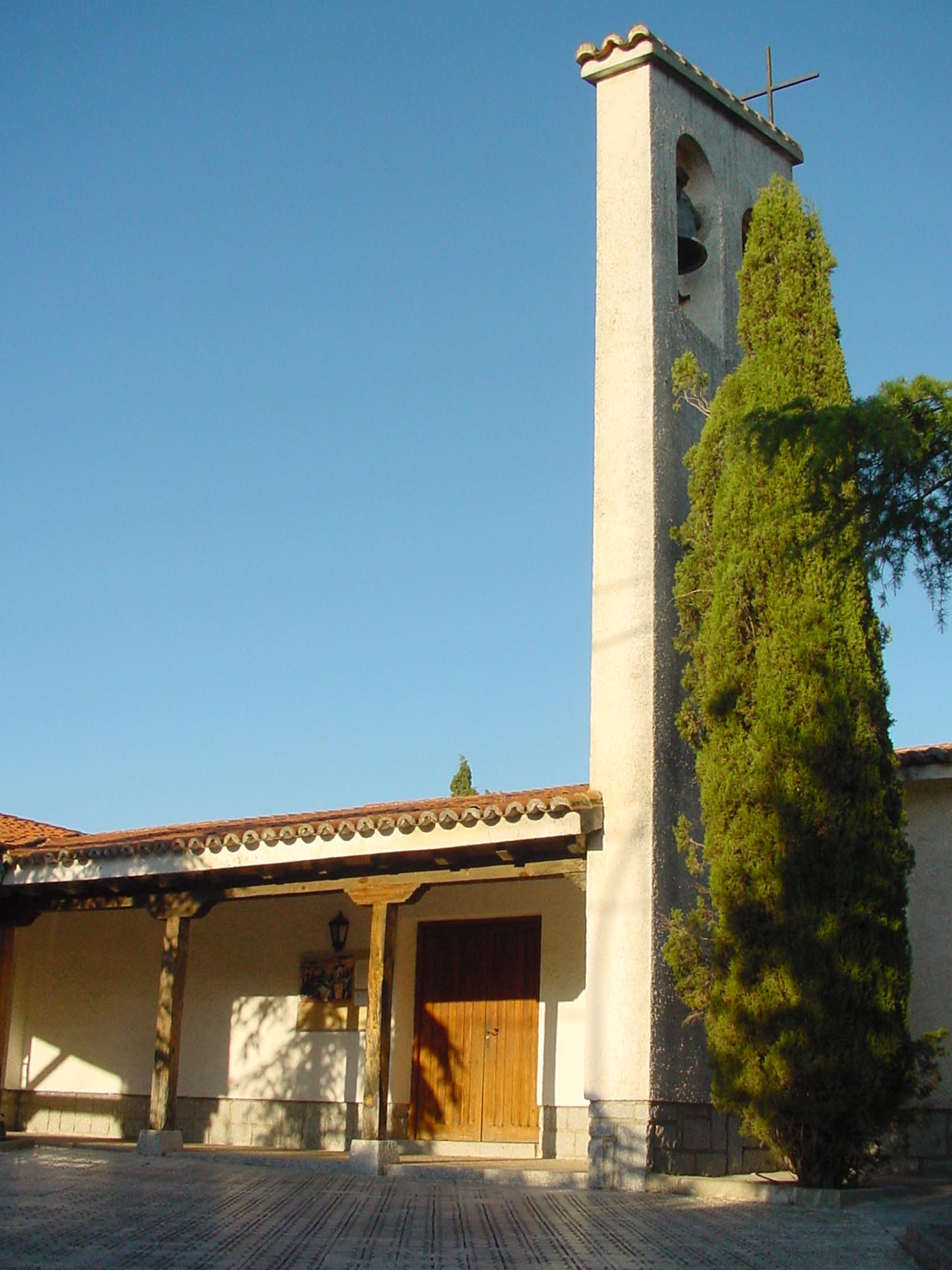
Kirche der Unbefleckten Empfängnis